# FK Khimki
El FK Khimki (rus: ФК Химки) és un club de futbol rus de la ciutat de Khimki.

## Història
El club va ser format l'any 1997 amb la fusió de dos clubs locals amateurs, Rodina Khimki i Novator Khimki. L'any 2005 realitzà una gran campanya a la copa russa, en la que arribà a la final, on va perdre amb el CSKA 0-1.